# لورني جريناواي
لورني جريناواي هو سياسي كندي، ولد في 8 مايو 1933 في Bella Coola, British Columbia ‏ في كندا، وتوفي في 13 سبتمبر 2010 في فيكتوريا في كندا بسبب تصلب جانبي ضموري. نشط حزبياً في الحزب الكندي التقدمي المحافظ. وقد انتخب عضو مجلس العموم الكندي.